# Jean Béraud
Jean Béraud (San Pietroburgo, 12 gennaio 1849 – Parigi, 4 ottobre 1935) è stato un pittore francese di scuola impressionista che si dedicò alla pittura di genere - in prevalenza dell'ambiente parigino - e ai ritratti.

## Biografia
Jean Béraud nacque a San Pietroburgo con la sorella gemella Melania, poiché suo padre, scultore, lavorava probabilmente alle opere della cattedrale di Sant'Isacco. Nel 1853 suo padre morì e il giovane Béraud rientrò a Parigi con la madre, Geneviève Eugénie Jacquin, e le tre sorelle.
Dopo gli studi al liceo Condorcet di Parigi, seguì la via dell'arte e fu allievo di Léon Bonnat all'École des beaux-arts. Fu ammesso al "Salon" per la prima volta nel 1872, ma conobbe il successo solamente nel 1876, grazie al suo quadro Il ritorno dalla sepoltura.
Divenne quindi uno dei principali pittori e testimoni della vita parigina durante la Belle Époque, ma realizzò anche circa 200 ritratti.

Nel 1890 fondò la "Société nationale des beaux-arts", assieme a Rodin, Joseph Meissonnier e Puvis de Chavannes, e ben presto ne fu eletto vicepresidente.
Béraud fu un attento osservatore. Il suo stile è caratterizzato da un vivo realismo, che gli permise di rappresentare con acume e talvolta con fine ironia l'ambiente ovattato della borghesia parigina, i piccoli mestieri, l'ambientazione dei bistrot e le scene quotidiane nelle strade della città.
Béraud fu uno dei testimoni di Marcel Proust nel duello svoltosi a Meudon contro Jean Lorrain nel febbraio del 1897 a causa di un articolo giudicato ingiurioso su Les Plaisirs et les Jours.
Ricevette le insegne di Cavaliere della Legion d'Onore nel 1887, per poi essere promosso Ufficiale nel 1894.
Béraud non si sposò mai e non ebbe figli. Mori a Parigi all'età di 86 anni e venne sepolto nel Cimitero di Montparnasse, Divisione 1.

## Opere

### Disegni
- Portrait de Jean Baffier , Museo du Berry, Bourges
- La sortie du théâtre, Museo del Louvre, Parigi

### Dipinti

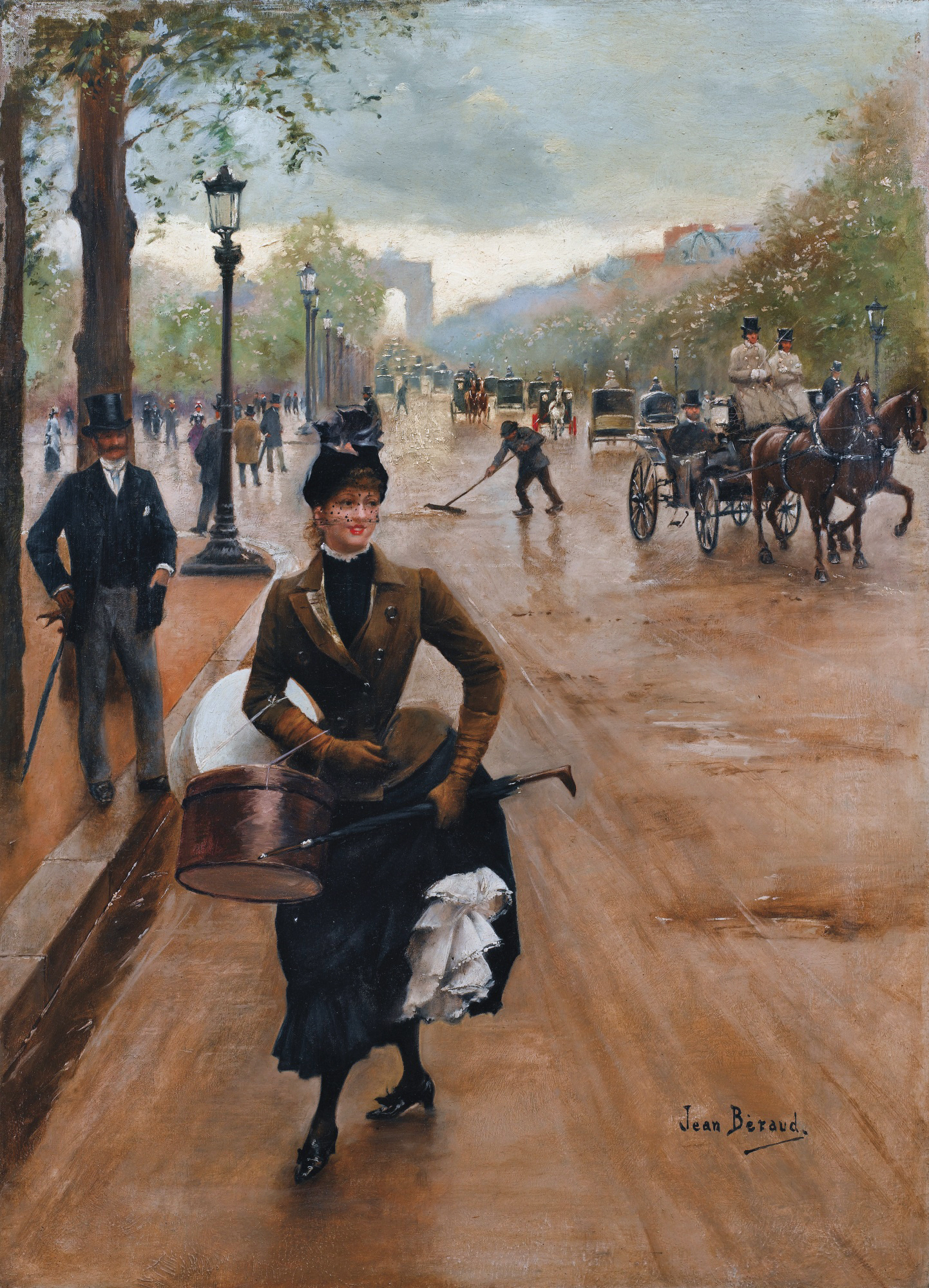
La modista sugli Champs Elysées

- The church of Saint Philippe du Roule, 1877
- Dopo il misfatto, 1885-90 circa, Londra, National Gallery
- La Soirée, autour du piano,1880, Museo Carnavalet, Parigi
- Le Pont des Arts par grand vent, verso 1880-1881, Metropolitan Museum of Art, New York
- Après la faute, vers 1885-1890, National Gallery, Londra
- Le Salon de la Comtesse Potocka, 1887, Museo Carnavalet, Parigi
- La Salle de rédaction du Journal des Débats, 1889, Museo d'Orsay, Parigi
- Portrait d'homme, 1889, Museo di belle arti di Rouen
- La Pâtisserie Gioppe, 1889, Museo Carnavalet, Parigi
- Le Boulevard des Capucines devant le Théâtre du Vaudeville, 1889, Museo Carnavalet, Parigi
- Les Coulisses de l'Opéra, 1889, Museo d'arte moderna di Parigi
- Descente de croix, 1892, Museo delle arti decorative, Parigi
- Méditation, 1894, palazzo delle belle arti di Lilla
- Après l'office à l'église américaine de la Sainte-Trinité, 1900, Museo Carnavalet, Parigi
- La Madeleine repentante, Museo di belle arti di Troyes
- La Partie de billard, 1909, Museo di belle arti di Tours
- Le Veuf, 1910, Museo di belle arti di Rouen
- Au Café, Museo di belle arti di Marsiglia
- Procession dans la campagne, Museo di belle arti di Bordeaux[4]
- La Parisienne, Museo di belle arti di Tours
- La sortie du Bourgeois
- La lettre, Museo d'Orsay

## Mostre
- Esposizione universale del 1889
- Galleria Jean-François Heim, Parigi
- Musée Carnavalet, Parigi, 1936
- Hommage au Salon de la Société nationale des beaux-arts, Parigi, 1936
- Museo del castello di Vitré, « La Vie Parisienne vers 1900 », dal 15 aprile al 15 maggio 1978
- Museo Carnavalet,  Jean Béraud et le Paris de la Belle Époque, dal 29 settembre 1999 al 2 gennaio 2000

## Salon
- 1878 : Scène de Bal
- 1882 : Medaglia di terza classe al  Salon des artistes français
- 1883 : Medaglia di seconda classe al "Salon des artistes français"
- 1889 : Medaglia d'oro al "Salon des artistes français"

## Galleria d'immagini

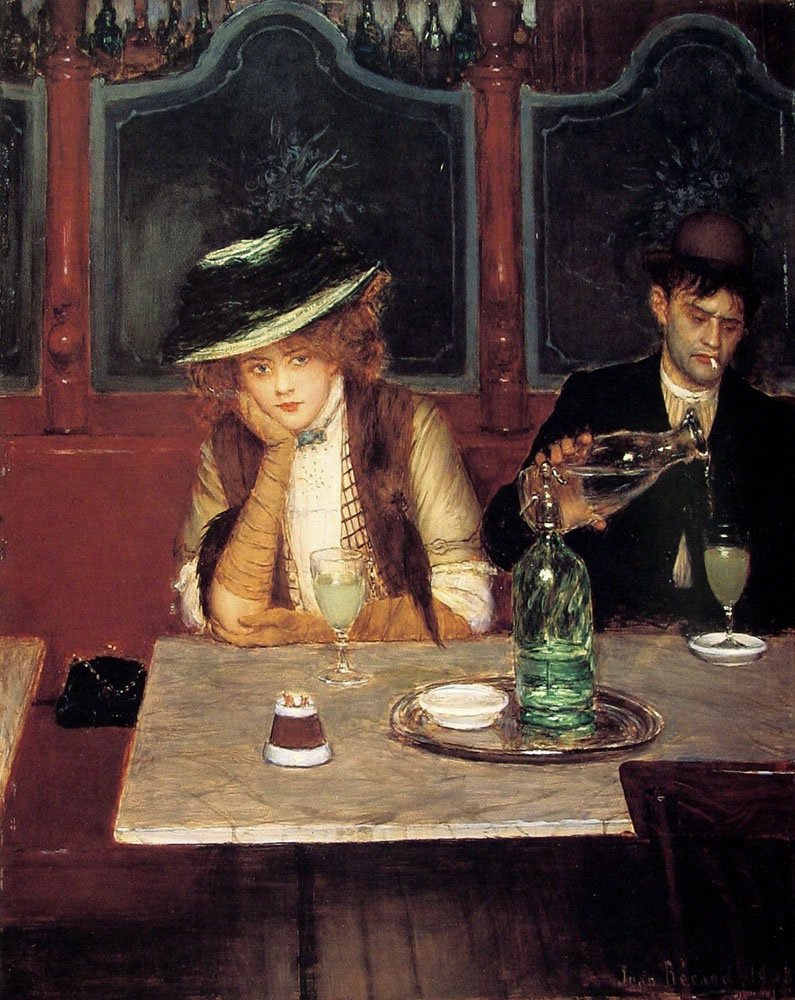
I bevitori (1908) Collezione privata
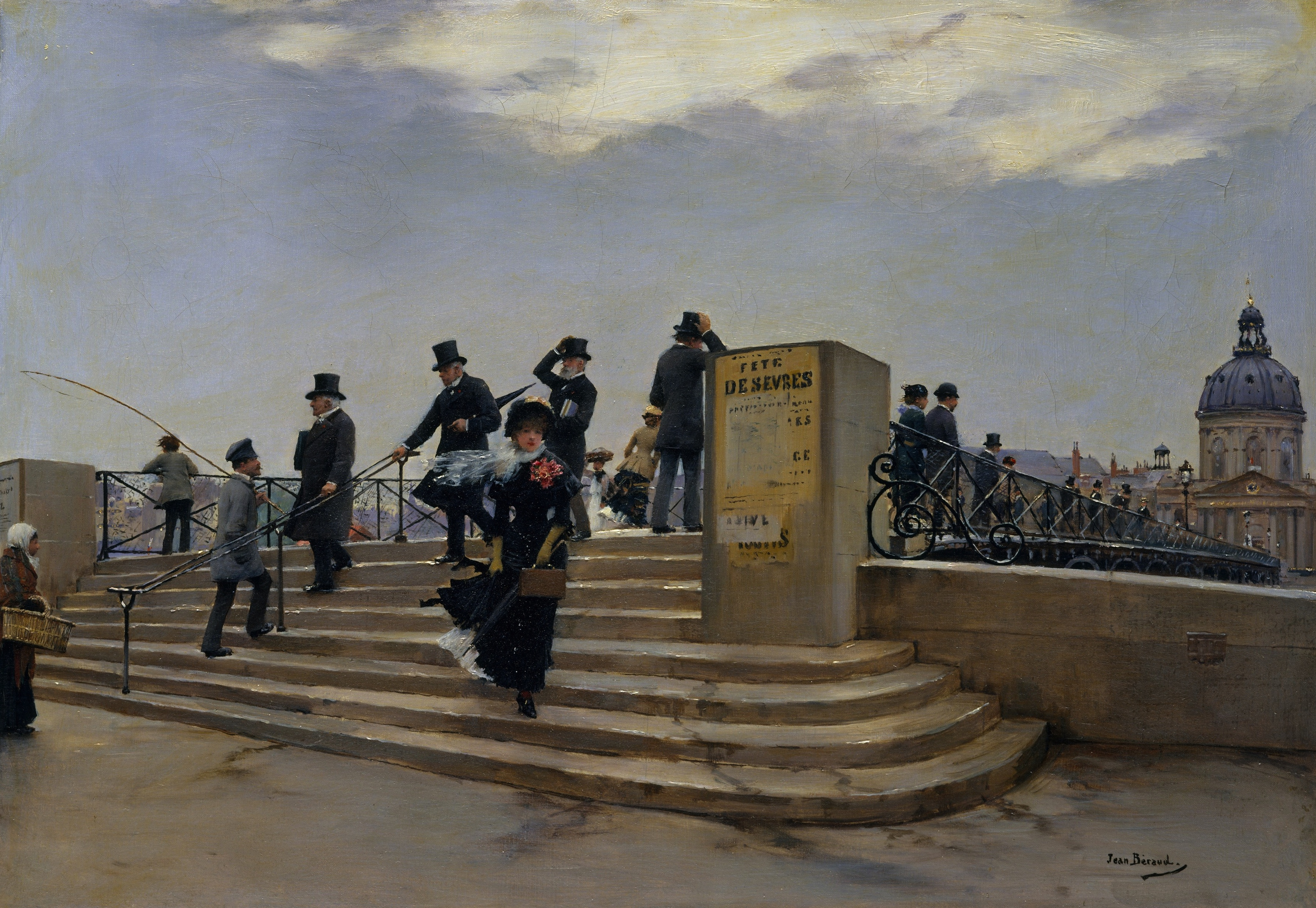
Il Ponte delle Arti (circa 1880-1881) Metropolitan Museum of Art, New York.
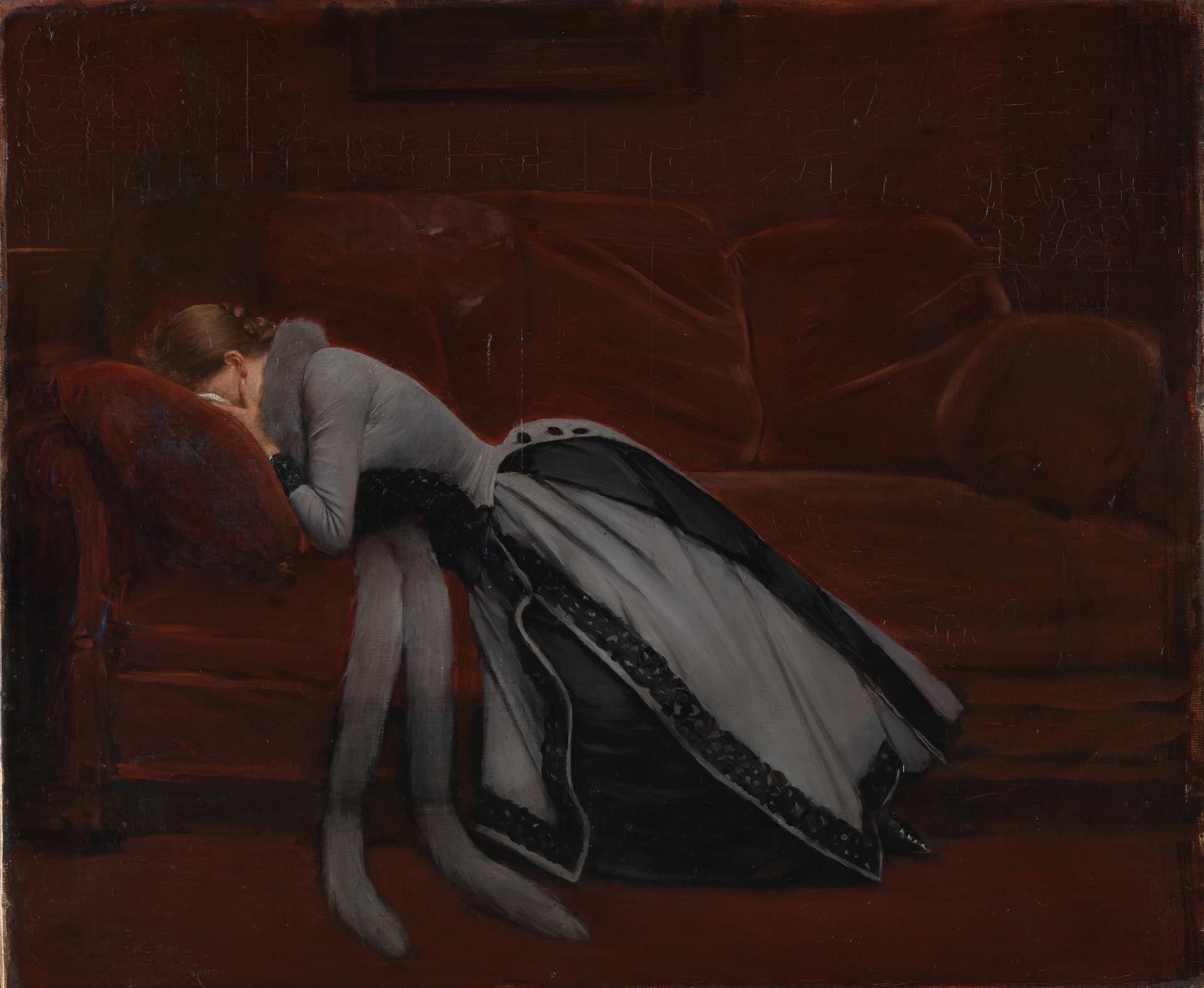
Dopo l'errore (circa 1885-1890) National Gallery, Londra.
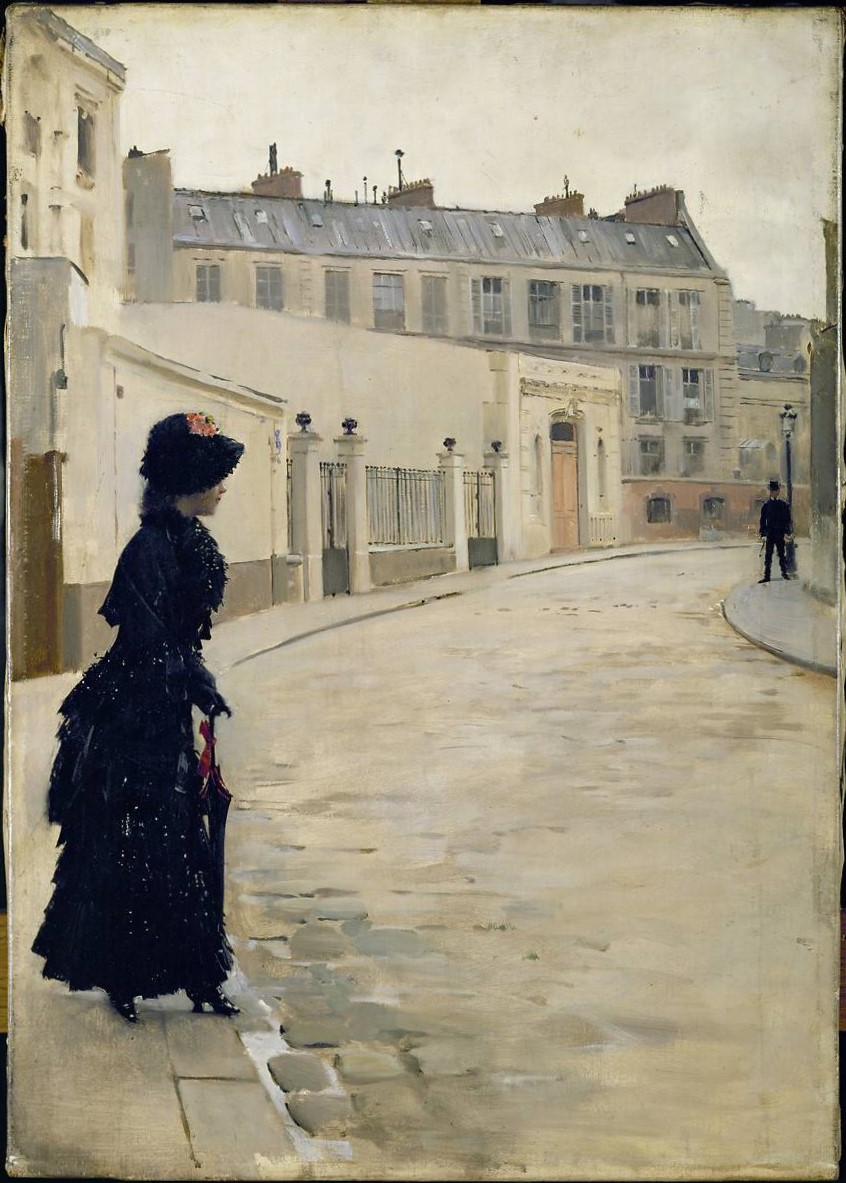
L'attesa Museo d'Orsay
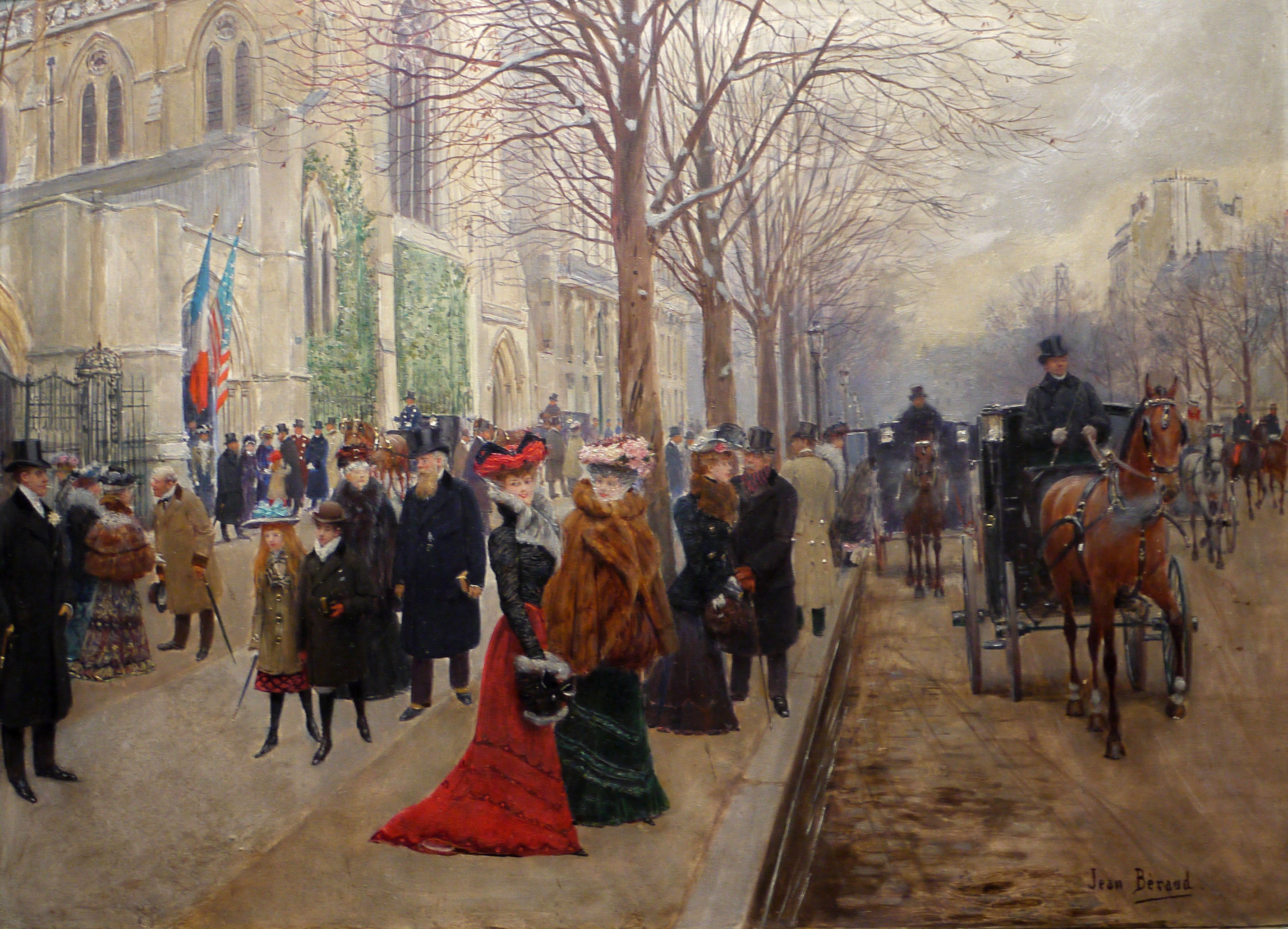
Dopo l'ufficio alla chiesa della Santa Trinità (1900) Museo Carnavalet, Parigi.
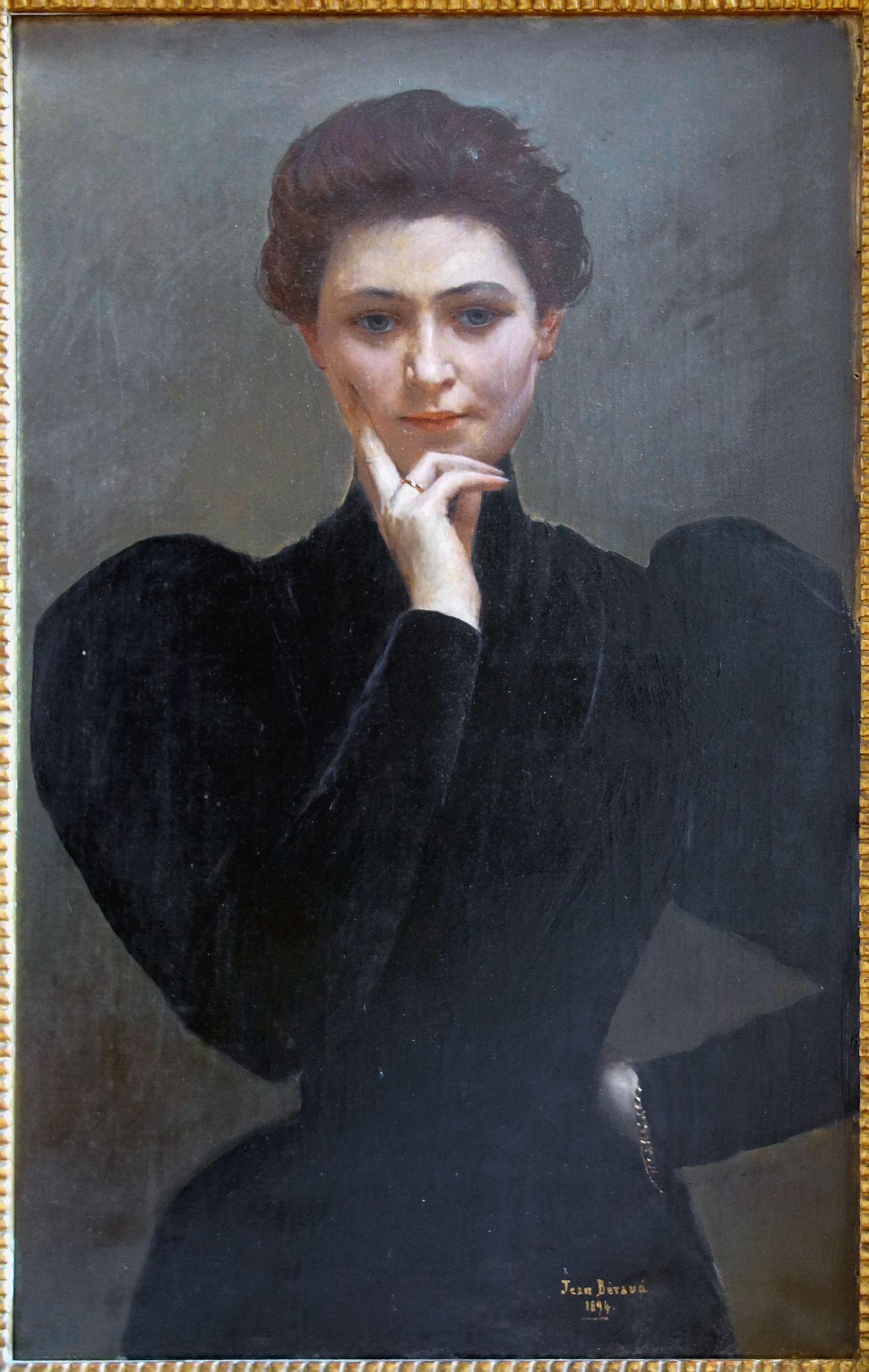
La meditazione (1849) Palais des Beaux-arts di Lilla
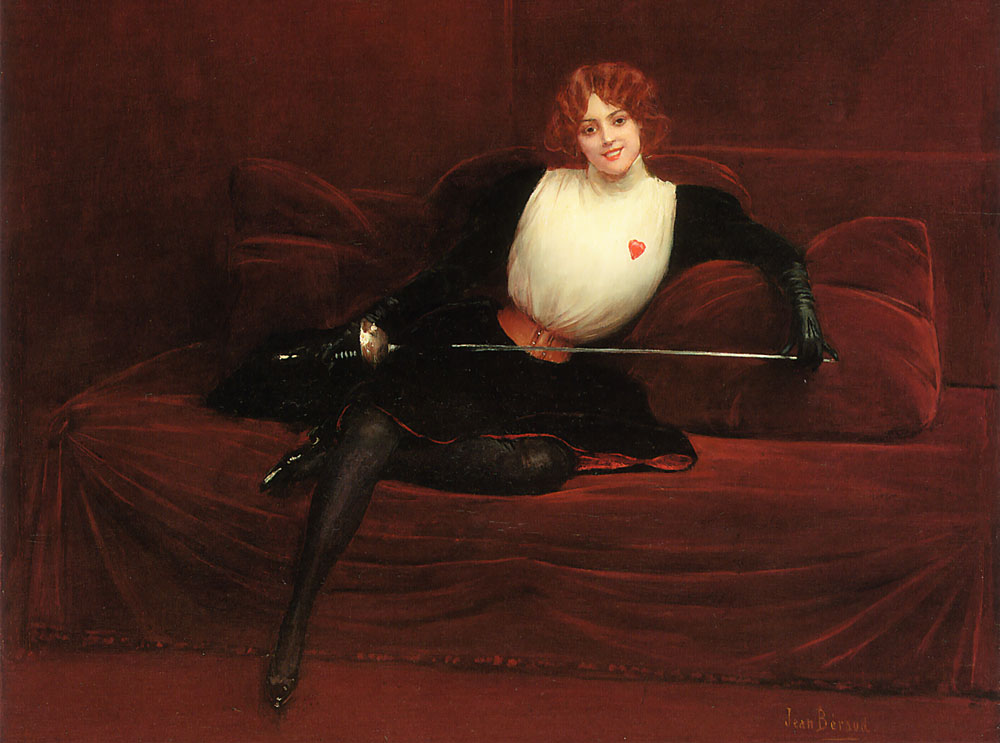
La schermitrice Collezione privata